# Nationalsozialistisches Fliegerkorps

Pendón de la NSFK.

El Cuerpo de Aviadores Nacionalsocialistas (en alemán: Nationalsozialistisches Fliegerkorps; NSFK) fue una organización militar vinculada al Partido Nacionalsocialista Obrero Alemán que se fundó el 15 de abril de  1937 como sucesora de la Asociación Alemana de Deportes Aéreos; esta última había estado activa durante los años en que una fuerza aérea alemana estaba prohibida por el Tratado de Versalles. La organización NSFK se basó estrechamente en la organización tipo milicia Sturmabteilung (SA). Un grupo similar fue el Cuerpo de Automovilistas Nacionalsocialistas (NSKK).
Durante los primeros años de su existencia, el NSFK realizó entrenamiento de aviación militar en planeadores y aviones privados. Friedrich Christiansen, originalmente Generalleutnant más tarde General der Flieger de la Luftwaffe, fue Korpsführer de la NSFK desde el 15 de abril de 1937 hasta el 26 de junio de 1943, seguido del Generaloberst Alfred Keller hasta el 8 de mayo de 1945.

## Rangos
El NSFK usó un sistema de rangos militares entre los años de 1933 y 1945. Los rangos fueron diseñados después de los títulos de rango militar de las Sturmabteilung (SA). La mayoría de los rangos de la NSFK también fueron utilizados por el Cuerpo de Automovilistas Nacionalsocialistas que mantuvo su propio sistema de rango jerárquicos.
Al igual que con la mayoría de los grupos militares nacionalsocialistas, los parches de rango se usaron en la solapa izquierda de los cuellos del uniforme, y en la solapa derecha se empleaba una insignia de miembro de la unidad a la que se pertenecía. La excepción fue para los rangos de Standartenführer (coronel) y por grados superiores al anterior, en los cuales se mostró la insignia de rango en ambos emblemas de cuello.
A partir de 1934, el patrón de rango final del Cuerpo de Aviadores Nacionalsocialistas fue el siguiente:

| Insignia del hombro | Insignia del cuello | Rango NSFK                         | Traducción              | Equivalencia Luftwaffe |
| ------------------- | ------------------- | ---------------------------------- | ----------------------- | ---------------------- |
|                     |                     | Rango NSFK                         | Traducción              | Equivalencia Luftwaffe |
|                     |                     | Korpsführer                        | Líder de cuerpo         | Generalfeldmarschall   |
|                     |                     |                                    |                         |                        |
|                     |                     | Ehrenführer                        | Líder honorario         | Generaloberst          |
|                     |                     |                                    |                         |                        |
|                     | Obergruppenführer   | Líder superior de grupo            | General                 |                        |
|                     |                     |                                    |                         |                        |
|                     | Gruppenführer       | Líder de grupo                     | Generalleutnant         |                        |
|                     |                     |                                    |                         |                        |
|                     | Brigadeführer       | Líder de brigada                   | Generalmajor            |                        |
|                     |                     |                                    |                         |                        |
|                     | Oberführer          | Líder superior                     | Oberst                  |                        |
|                     |                     |                                    |                         |                        |
|                     |                     | Standartenführer                   | Líder de regimiento     | Oberst                 |
|                     |                     |                                    |                         |                        |
|                     | Obersturmbannführer | Líder superior de unidad de asalto | Oberstleutnant          |                        |
|                     |                     |                                    |                         |                        |
|                     | Sturmbannführer     | Líder de unidad de asalto          | Major                   |                        |
|                     |                     |                                    |                         |                        |
|                     |                     | Hauptsturmführer                   | Líder de asalto         | Hauptmann              |
|                     |                     |                                    |                         |                        |
|                     | Obersturmführer     | Líder superior de asalto           | Oberleutnant            |                        |
|                     |                     |                                    |                         |                        |
|                     | Untersturmführer    | Líder de asalto                    | Leutnant                |                        |
|                     |                     |                                    |                         |                        |
|                     |                     | Obertruppführer                    | Líder superior de tropa | Stabsfeldwebel         |
|                     |                     |                                    |                         |                        |
|                     | Truppführer         | Líder de tropa                     | Hauptfeldwebel          |                        |
|                     |                     |                                    |                         |                        |
|                     | Oberscharführer     | Líder superior de escuadrón        | Oberfeldwebel           |                        |
|                     |                     |                                    |                         |                        |
|                     | Scharführer         | Líder de escuadrón                 | Unteroffizier           |                        |
|                     |                     |                                    |                         |                        |
|                     | Rottenführer        | Líder de sección                   | Obergefreiter           |                        |
|                     |                     |                                    |                         |                        |
|                     | Sturmmann           | Tropa de choque                    | Gefreiter               |                        |
|                     |                     |                                    |                         |                        |
|                     | Mann                | Soldado                            | Flieger                 |                        |
|                     |                     |                                    |                         |                        |
| None                | Anwärter            | Candidato                          | Ninguno                 |                        |

## Banderas

Korpsführer
Stabsführer
Gruppenführer
Standartenführer
Sturmangehörige
Sturmführer